# Equinor
Equinor (Еквінор) — норвезька нафтогазова компанія.
Компанію StatoilHydro утворили в грудні 2006 року в результаті злиття напівдержавних Statoil з нафтогазовим підрозділом Norsk Hydro. Hydro (43,8% володіє держава) і Statoil (76,3% — у держави). Сума операції склала понад 30 млрд доларів.
StatoilHydro — найбільша офшорна нафтогазова компанія у світі і найбільша компанія за доходом в Північній Європі. Компанія — повністю інтегрована нафтова компанія з виробничими підприємствами в 13 країнах і роздрібними мережами у восьми. StatoilHydro станом на 2008 рік класифіковано Fortune Magazine, як світова 11-та[ найбільша нафтогазова компанія, і як 59-та найбільша компанія у світі.
Станом на 2009 рік у структурі власності об'єднаної компанії акціонерам Hydro належить 32,7%, акціонерам Statoil — 67,3%. Близько 62,5% акцій об'єднаної компанії належить державі.

## Наступ на європейському ринку
З 2012 року Statoil проводить на Європейському ринку більш агресивний маркетинг і більш гнучку цінову політику, ніж його основний конкурент — російський Газпром. Statoil став відходити від прив'язки цін на газ до ціни нафти, непопулярною серед європейських клієнтів. На лютий 2013 року Statoil продавав 45 % газу з прив'язкою до ціни нафти, а до 2015 року ця частка скоротиться до 25 відсотків. У 2012 році Statoil показав рекордні продажі та прибуток, всупереч скорочення газового ринку Європи, тоді як Газпром різко знизив продаж у ЄС
У жовтні 2014 року з'явилася інформація, що НАК «Нафтогаз України» підписав контракт на поставку газу з Норвегії. За неофіційною інформацією контракт підписали з компанією Statoil, деталей не розголошували.

## Участь в антиросійських санкціях
28 лютого 2022 року, у зв'язку з російським вторгненням в Україну, компанія оголосила про припинення свого бізнесу в Росії та вихід з усіх спільних підприємств. Вже на початку березня Equinor припинила торгівлю російською нафтою, а 25 травня 2022 року повідомила про завершення виходу з Росії: списання на 1,08 млрд доларів на балансі станом на 31 березня 2022 року, передачу часток у чотирьох спільних підприємствах і вихід із проєкту «Хар'яга».

## Виноски
1. ↑  https://www.equinor.com/no/where-we-are/norway.html
2. ↑  https://live.euronext.com/en/product/equities/no0010096985-xosl
3. ↑  https://www.equinor.com/en/about-us/corporate-executive-committee/anders-opedal.html — Equinor.
4. 1 2 3  Annual Report 2008 (PDF). StatoilHydro. Архів оригіналу (PDF) за 29 червня 2013. Процитовано 24 березня 2009.
5. ↑  https://www.equinor.com/en/investors/our-dividend/our-shareholders.html
6. 1 2 3  fiskeridepartementet N. Deleid selskap — government.no, 2021.
7. ↑  https://www.regjeringen.no/no/tema/energi/statlig-eierskap-i-energisektoren/deleid-selskap/id2353247/
8. ↑  Offshore247 (10 травня 2007). StatoilHydro signature unveiled. Архів оригіналу за 28 вересня 2007. Процитовано 20 червня 2007.
9. ↑  Ocean Resources (11 червня 2007). Okays Statoil-Hydro Merger. Архів Norwegian Parliament оригіналу за 22 листопада 2007. Процитовано 20 червня 2007. [Архівовано 2007-11-22 у Wayback Machine.]
10. ↑  E24 (19 грудня 2006). Blant verdens 50 største. Архів оригіналу за 29 червня 2013. Процитовано 18 жовтня 2007.
11. ↑  http://money.cnn.com/magazines/fortune/global500/2008/industries/20/index.html [Архівовано 28 жовтня 2008 у Wayback Machine.]]
12. ↑  Архівована копія. Архів оригіналу за 24 травня 2021. Процитовано 11 травня 2009.{{cite web}}:  Обслуговування CS1: Сторінки з текстом «archived copy» як значення параметру title (посилання)
13. ↑  рбк. Архів оригіналу за 12 травня 2009. Процитовано 11 травня 2009.
14. ↑  Statoil наступает Газпрому на пятки в Европе. Reuters. 8 лютого 2013. Архів оригіналу за 11 лютого 2013. Процитовано 9 лютого 2013. (рос.)
15. ↑  «Нафтогаз» підписав контракт на поставку газу з Норвегії, — ЗМІ. Архів оригіналу за 6 жовтня 2014. Процитовано 4 жовтня 2014.
16. ↑  Equinor to start exiting from Joint Ventures in Russia. Процитовано 12 червня 2022.(англ.)
17. ↑  Bousso, Ron; Valle, Sabrina (10 березня 2022). EXCLUSIVE Norway's Equinor halts trading Russian oil - CEO. Reuters. Архів оригіналу за 10 жовтня 2022. Процитовано 12 червня 2022. (англ.)
18. ↑  Equinor exits all Joint Ventures in Russia. Процитовано 12 червня 2022.(англ.)